# Rhododendron nyingchiense
Rhododendron nyingchiense är en ljungväxtart som beskrevs av Rhui Cheng Fang och S.H. Huang. Rhododendron nyingchiense ingår i släktet rododendron, och familjen ljungväxter. Inga underarter finns listade i Catalogue of Life.